# Byttneria gracilipes
Byttneria gracilipes är en malvaväxtart som beskrevs av Henri Ernest Baillon. Byttneria gracilipes ingår i släktet Byttneria och familjen malvaväxter. Inga underarter finns listade i Catalogue of Life.